# Les Liens du mariage
Les Liens du mariage (The Perfect Husband) est un téléfilm canadien réalisé par Douglas Jackson et diffusé en 2004 à la télévision.

## Fiche technique
- Scénario : Ken Sanders et George Saunders
- Pays d'origine :  Canada
- Durée : 94 minutes

## Distribution
- Tracy Nelson (VF : Magali Barney) : Lisa Kellington
- Michael Riley (VF : Patrick Brull) : Ty Kellington
- Thomas Calabro (VF : Vincent Violette) : Matt Thompson
- Steve Adams (VF : Patrick Donnay) : Roger Pitney
- Andrea Roth : Beverly
- Sophie Gendron : Penny Beaux
- Douglas Miller : Tony (le serveur)
- Laura Mitchell : docteur Kiley
- Krista Morin : Madame Kellington
- Tom Rack : docteur Schneider
- Marjorie Silcoff : Deandra
- Moira Wylie : Kate Dillworth
- Michelle Bradbury : la reporter
- Sally Clelford : une cliente du café
- Jocelyn Forgues : une cliente du café
- Brett Kelly : un client du bar
- Vlasta Vrana : le jardinier

Source et légende : Version française (VF) sur RS Doublage et selon le carton du doublage français télévisuel.